# 3206 Wuhan
3206 Wuhan è un asteroide della fascia principale. Scoperto nel 1980, presenta un'orbita caratterizzata da un semiasse maggiore pari a 2,5547013 UA e da un'eccentricità di 0,2348270, inclinata di 8,67489° rispetto all'eclittica.
È dedicato alla città cinese di Wuhan.